# Armée de réserve australienne
Pour les articles homonymes, voir Armée de réserve et CMF.
L'armée de réserve australienne (en anglais, Citizen Military Forces ou CMF) est le nom donné traditionnellement à l'ensemble des unités de réserve de l'armée de terre australienne. Après la formation de l'armée en 1901, sa composante de réserve a eu plusieurs noms, comme force militaire des citoyens (Citizens Military Force ou CMF), milice (Militia), armée de citoyens et, de façon officieuse, « forces de la milice australienne ». Elle a été rebaptisée armée de réserve en 1980. Au milieu des années 1990, elle a été renommée réserve générale (par opposition à Réserve d'active), qui est parfois abrégé en GRes.

## Structure
La majorité de l'actuelle Armée de réserve australienne forme la 2e division australienne formée de six brigades.

## Histoire
À la suite de la création de la fédération australienne en 1901, les milices des six colonies britanniques ont été fusionnées pour former une armée de réserve nationale.
Au cours de la première moitié du XXe siècle, les unités CMF ont représenté la grande majorité des militaires de l'Armée australienne en temps de paix, l'Australie ayant une très petite armée permanente, préalable à la formation de l'armée régulière, en 1947.
Toutefois, parce qu'il était illégal de déployer des unités de la CMF outre-mer, les Forces Impériales australiennes formées uniquement de volontaires ont été créées au cours des Première et Seconde Guerres mondiales.
Les unités CMF ont parfois été méprisées en parlant de "soldats de chocolat", ou "chockos" ou "koalas" en raison de leur impossibilité de se battre en dehors du territoire australien.
Néanmoins, les unités de la milice se sont distinguées et ont subi des pertes extrêmement élevées pendant la guerre du Pacifique, en particulier en 1942, quand elles se sont battues contre les forces japonaises en Nouvelle-Guinée, qui était alors un territoire australien. Les éléments du 39e bataillon de la milice, souvent très jeunes, non qualifiés et mal équipés, se sont distingués et ont souffert de lourdes pertes, dans l'obstiné combat d'arrière-garde sur la voie Kokoda. En même temps, la 7e brigade de la milice a joué un rôle clé dans la victoire australo-américaine de la bataille de la baie de Milne, la première défaite pure et simple subie par les forces terrestres japonaises pendant la guerre.
Plus tard, pendant la guerre, la loi a été modifiée afin de permettre:
- le transfert des unités de la milice dans la 2e corps expéditionnaire (2 AIF), si 65 % ou plus de leurs membres se portaient volontaires pour le service outre-mer et ;
- aux unités de la milice de servir n'importe où au sud de l'équateur en Asie du Sud-Est.

Par conséquent, elles ont également combattu contre les forces japonaises dans les Indes orientales néerlandaises.
Dès 1947, au cours des périodes de tension croissante et de guerre en Asie, les forces de l'armée régulière ont augmenté plus rapidement que les CMF. En 1980, lorsque le nom de CMF a été changé pour Armée de réserve australienne, l'armée régulière avait un effectif plus important que la milice. Les réservistes australiens ont un niveau relativement élevé d'engagement, avec un temps de service d'un maximum de quatre nuits et deux jours complets par mois plus deux semaines de cours annuels. Depuis septembre 2006, les salaires des réservistes ont été alignés sur ceux des forces régulières pour montrer le plus haut niveau de formation des armées.